# Rosenthaler Strasse
Rosenthaler Strasse, tysk stavning: Rosenthaler Straße, är en 510 meter lång gata i stadsdelen Mitte i Berlin. Gatan går genom den gamla stadsdelen Spandauer Vorstadt i norra Mitte, från Hackescher Markt norrut till korsningen med Torstrasse, där den övergår i Brunnenstrasse norrut.
Vid gatan ligger ett stort antal byggnadsminnesmärkta hus. Under den norra delen av gatan löper tunnelbanelinjen U8 med stationen Rosenthaler Platz.

## Historia

### Anläggande och tidig historia
Rosenthaler Strasse är en gammal landsväg ut från Berlins medeltida stadskärna, ursprungligen från Spandauer Strasse genom den medeltida stadsporten Spandauer Tor och vidare norrut mot byn Rosenthal. Förstaden utanför den gamla stadsporten som så småningom uppstod kallades Spandauer Vorstadt.
När Berlins stadsmur byggdes ut norrut till en fästning kring 1658 kom delar av vägen att ligga innanför fästningsvallarna, som nu följde den nuvarande Stadsbanans sträckning genom trakten av nuvarande Hackescher Markt. Även detta vägavsnitt genom staden kom att kallas Rosenthaler Strasse, vilket anges på en karta från 1723, och den nya fästningsporten i denna riktning kallades Rosenthaler Tor.
Fästningsvallarna blev snart omoderna och för trånga för den växande staden. På order av Fredrik II av Preussen byggdes 1750 istället Berlins tullmur längs sträckningen för nuvarande Torstrasse, medan fästningsvallarna revs 1751 under ledning av Hans Cristoph Friedrich von Hacke.

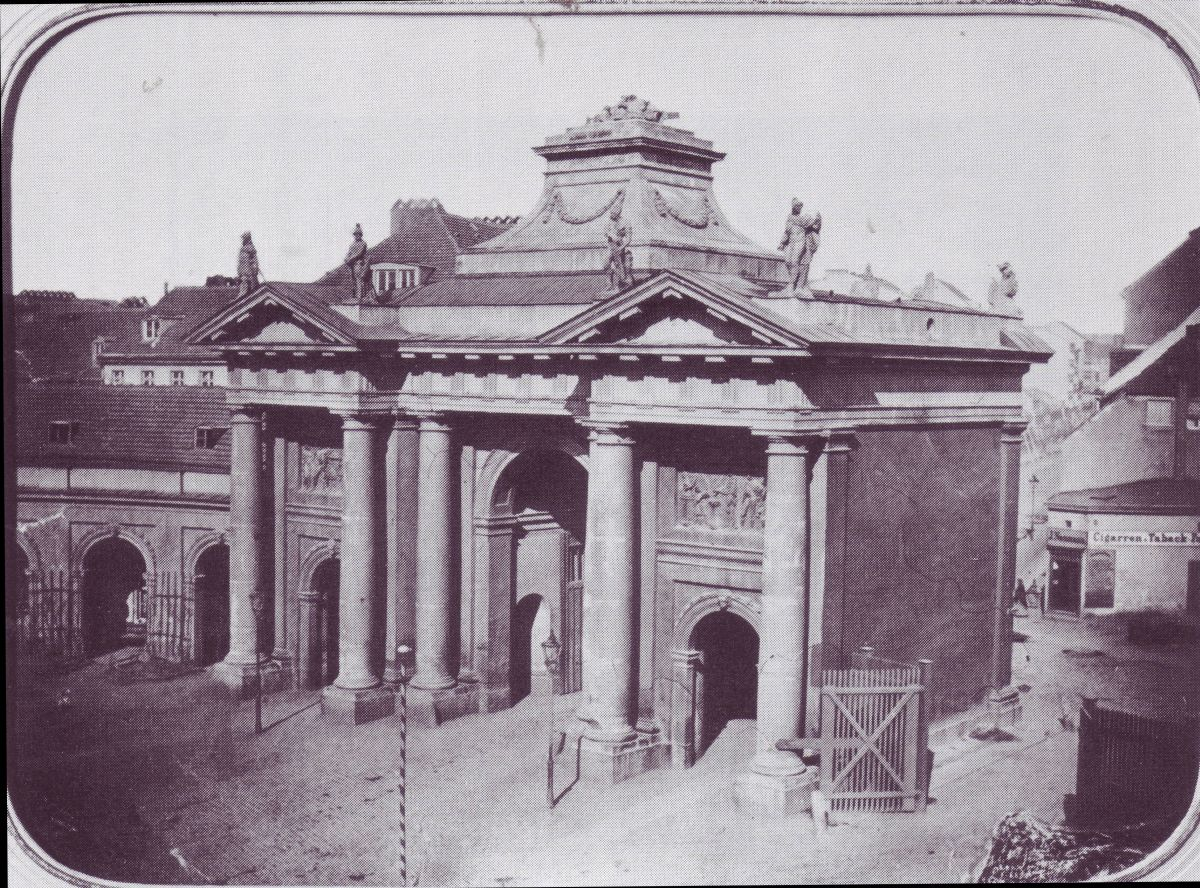
Stadsporten Rosenthaler Tor omkring 1860.

Rosenthaler Strasse fick därmed sin nuvarande sträckning genom Spandauer Vorstadt, från det nya torget Hackescher Markt och norrut. Den nya stadsporten Rosenthaler Tor kom nu istället att ligga vid gatans norra ände vid korsningen med Torstrasse. Porten fick 1788 en representativ portal i form av en massiv triumfbåge, ritad av Georg Christian Unger. När tullmuren slutligen revs omkring 1867 kom även portalen att rivas. Under 1800-talet uppfördes bostadshus i flera våningar längs gatan, med små butiker och krogar i bottenvåningen. En trekantig parkyta intill Rosenthaler Strasse finns på den plats där gatan böjer av från nordostlig till nordvästlig riktning, och denna sväng delar in gatan i en nordlig kortare och en sydlig längre del.

### Bebyggelse under 1800-talet och 1900-talet

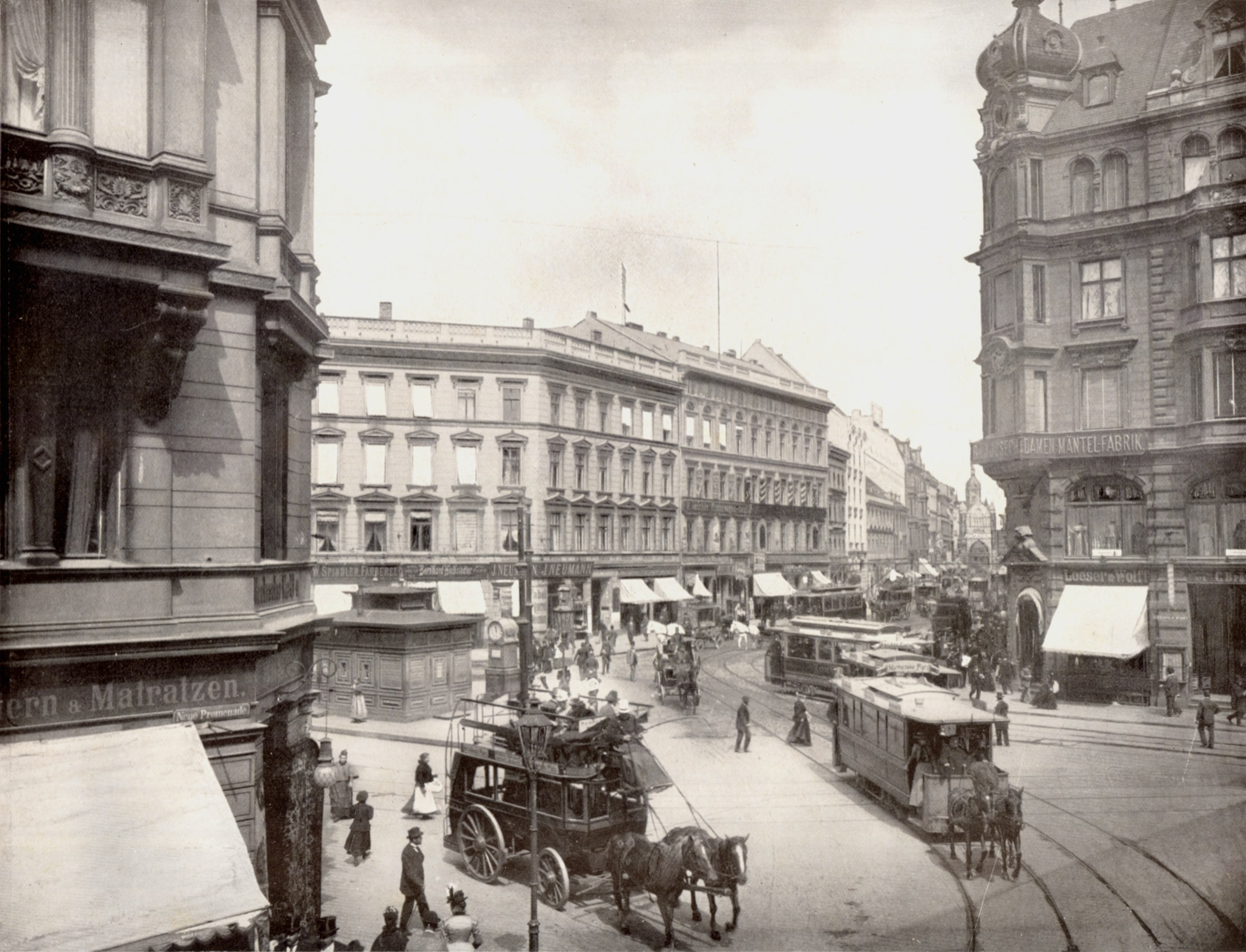
Vy från Hackescher Markt norrut mot Rosenthaler Strasse, omkring 1900.

Under 1800-talet bebyggdes hela gatans sträckning med många hyreskaserner, uppförda av lokala byggföretag eller av privatpersoner. Många små butiker kom snart att bidra till det livliga gatulivet i denna stadsdel. År 1858 köpte glasfabrikanten Hans Quilitz tomten Rosenthaler Strasse 40. Vid korsningen med Sophienstrasse öppnade köpmannafamiljen Wertheim från Stralsund sin första klädbutik i Berlin. Tack vare det goda resultatet från denna och andra butiker lät familjen snart uppföra ett varuhus i flera våningar, ritat av Alfred Messel och Walter Schilbach samt utsmyckat av skulptörerna Johannes Schilling och Ernst Westphal. Detta blev Berlins första Wertheimvaruhus.
Några bostadshus vid gatan skadades under slaget om Berlin 1945. Ruinresterna avlägsnades av Trümmerfrauen efter krigsslutet, men de flesta bostadshusen vid gatan kunde repareras till beboeligt skick. 

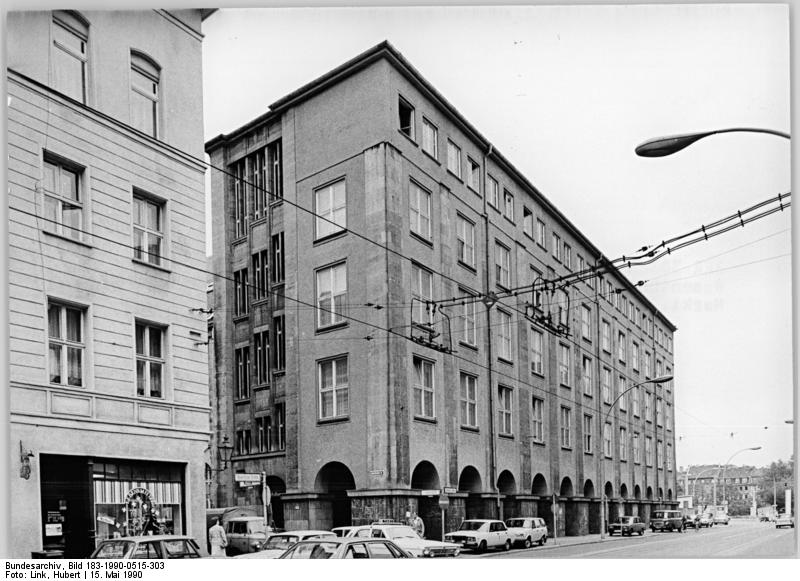
Det tidigare Wertheimvaruhuset, 1990.

Av Wertheimvaruhuset återstod efter kriget endast sidoflygeln mot Sophienstrasse i ursprungligt skick, medan huvudfasaden mot Rosenthaler Strasse återuppbyggdes med en mycket förenklad utformning. Under DDR-epoken användes det tidigare varuhuset av Dewag, det statliga reklam- och annonsmonopolet. Under 1970-talet och 1980-talet uppfördes moderna hyreshus i de luckor som uppstått efter kriget, anpassade till de befintliga fasaderna. 
En kort bit efter korsningen med Gipsstrasse och Weinmeisterstrasse viker gatan Kleine Rosenthaler Strasse av. Gatan kallades ursprungligen Totengasse, "Dödas gränd", på grund av läget intill den gamla garnisonsbegravningsplatsen.
Förutom bostadshusen i nybarockstil och jugendstil finns längs södra delen av gatan även det kända Rote Apotheke i gathörnet mot Neue Schönhauser Strasse. Inredningen med träpaneler och takmålningar samt officindisk härstammar från det redan 1758 grundade apoteket på denna plats, vilket gör det till Berlins äldsta apotek som fortfarande drivs på samma plats. År 1886–1887 uppfördes det nuvarande femvåningshuset på platsen, där apoteket integrerades i byggnaden. Hörnhuset genomgick 1929 en ombyggnad av fasaden med rundade hörn och fönster som infattades i horisontella band.
Under DDR-tiden kallades apoteket Berolina-Apotheke från 1954. Den ursprungliga inredningen användes fortfarande och var nu en sevärdhet i sig. Redan 1960 fick därför apoteksinredningen kulturminnesskyddad status.
I omedelbar närhet till apoteket ligger byggnadskomplexet Hackesche Höfe, uppfört från 1905 till 1907 kring en serie innergårdar. Komplexet ritades av arkitekten och byggföretagaren Kurt Berndt och var avsett både som företags- och bostadslokaler. Fasaden mot Rosenthaler Strasse har byggts om flera gånger.

### Efter Berlinmurens fall 1989
I samband med de stora samhällsförändringarna inom DDR under Tysklands återförening kom konstnärer att slå sig ned i lediga butikslokaler eller på gårdarna till bostadshusen och grundade klubbar som Der Eimer eller kulturinstitutioner som Haus Schwarzenberg. Den sistnämnda drivs sedan 2001 av en ideell förening med kulturverksamheter som Kino Central, en klubb, Museum Blindenwerkstatt Otto Weidt och framförallt Anne Frank Zentrum. Kulturscenen kring denna del av gatan är i ständig förändring och Der Eimer omvandlades senare till Bucket Club. Delicious Doughnuts och jazzklubben b-flat är scener för elektronisk musik och jazz. Särskilt kring norra delen av Rosenthaler Strasse har många mode- och designbutiker flyttat in. Av särskild betydelse för gatans utveckling var det nybyggda kontors- och butikshuset på nummer 63–64, med specialistbutiker för inredning och trycksaker.
Framför det tidigare Wertheimkomplexet på nummer 37–41 uppförde internettjänsteföretaget SAP mellan 1996 och 2003 en modern kontorsbyggnad på nummer 30, som företagets Berlinkontor.
Wertheimvaruhuskomplexet kom som statlig egendom att från 1990 tillhöra Förbundsrepubliken och stod tomt i några år. Efter beslutet att flytta huvudstaden från Bonn till Berlin tagits av Tysklands förbundsdag beslutade även den stora sjukkassan AOK att flytta sitt huvudkontor till Berlin. En större ombyggnad och renovering gjordes, ritad av Schuwirth & Erman och genomförd av Assmann Beraten+Planen GmbH. Byggnadens äldre strukturer behölls, i synnerhet naturstensfasaden och kolonnerna.
Byggnaden kunde invigas som AOK:s huvudkontor 2009.
Det f.d. Rote Apotheke kom 1991 att återprivatiseras och bytte ägare flera gånger. I slutet av 1990-talet renoverades byggnaden och apoteket drivs vidare under namnet BerlinApotheke.
Hackesche Höfe renoverades utvändigt och de inre passagerna öppnades upp. Många konsthantverksbutiker, specialistbutiker och restauranger har gjort byggnadskomplexet till en populär sevärdhet för turister.